# Ansamblul clinicilor universitare din Cluj-Napoca
Ansamblul clinicilor universitare este un complex de clădiri istorice din Cluj-Napoca, proiectate de arhitecții Alajos Hauszmann⁠(en)[traduceți], Flóris Korb⁠(en)[traduceți] și Kálmán Giergl⁠(en)[traduceți] și construite între anii 1900 și 1904. În complexul clinicilor funcționează în prezent Spitalul Clinic Județean de Urgență Cluj-Napoca.